# شرکای جنسی متعدد
شرکای جنسی متعدد (MSP) معیار و میزان درگیر شدن در فعالیت‌های جنسی با دو یا چند نفر در یک دوره زمانی خاص است. فعالیت جنسی با شرکای جنسی متعدد می‌تواند به‌طور همزمان یا سریال اتفاق بیفتد. MSP شامل فعالیت جنسی بین افراد با جنس متفاوت یا هم‌جنس است.
اصطلاح چندمهری یک رفتار است و معیاری نیست که روابط جنسی متعدد را در یک زمان توصیف کند.
تعداد افراد جوان مبتلا به MSP در سال گذشته، شاخصی است که توسط مراکز کنترل و پیشگیری از بیماری (CDC) در ارزیابی رفتارهای جنسی پرخطر در نوجوانان و به عنوان ابزاری برای نظارت بر تغییرات در نرخ عفونت اچ‌آی‌وی/AIDS و مرگ و میر در سراسر جهان استفاده می‌شود.

## تعاریف و کمی‌سازی
اپیدمیولوژیست‌ها و پزشکانی که خطرات مرتبط با شرکای جنسی متعدد (MSP) را اندازه‌گیری می‌کنند، این کار را برای شناسایی افرادی که در ۱۲ ماه گذشته با بیش از یک شریک جنسی رابطه داشته‌اند، انجام می‌دهند. به منظور تلاش‌های سازمان بهداشت جهانی (WHO) برای حذف عفونت اچ‌آی‌وی، اندازه‌گیری پیشرفت در کاهش درصد افرادی که به ایدز مبتلا هستند، ضروری است. سازمان بهداشت جهانی (WHO) دلیل این کار را با فرض اینکه شیوع اچ‌آی‌وی در اکثر مناطق به تعداد MSP بستگی دارد، توضیح داده است. افرادی که MSP دارند، نسبت به افرادی که شرکای جنسی متعدد ندارند، خطر بالاتری برای انتقال اچ‌آی‌وی دارند.
سازمان بهداشت جهانی (WHO) از شاخص‌هایی مانند MSP، سن، مرگ و میر، بیماری، موقعیت جغرافیایی و نشانه‌ها و علائم بیماری استفاده می‌کند. این کار به منظور اندازه‌گیری تغییرات و ارزیابی تأثیر شاخص‌ها انجام می‌شود.
پس از اندازه‌گیری اولیه تعداد افراد دارای شرکای جنسی متعدد (MSP)، پاسخ‌دهنده سه و سپس پنج سال بعد دوباره مورد بررسی قرار می‌گیرد. علاوه بر نظرسنجی، تاریخچه جنسی پاسخ‌دهندگان نیز جمع‌آوری می‌شود. تحلیل‌ها به محققان کمک می‌کند تا اصطلاح MSP را تأیید و تعریف کنند.
برای شاخص MSP، سازمان بهداشت جهانی (WHO) خلاصه‌ای از آنچه که اندازه‌گیری می‌کند، دلایل استفاده از این شاخص، صورت‌جمع، مخرج و محاسبه، ابزارهای اندازه‌گیری پیشنهادی، فرکانس اندازه‌گیری و نقاط قوت و ضعف این شاخص را تعریف کرده است.
تعریف سازمان بهداشت جهانی (WHO) از شرکای جنسی متعدد (MSP) دارای نقاط قوت و ضعف خاصی است. این اندازه‌گیری به عنوان یک شاخص و تصویری از سطوح رفتار جنسی پرخطر در یک منطقه عمل می‌کند. اگر افرادی که مورد بررسی قرار گرفته‌اند، فعالیت خود را به یک شریک جنسی محدود کنند، این تغییر از طریق تغییرات در شاخص قابل اندازه‌گیری خواهد بود. با این حال، این نقطه ضعف وجود دارد که اگر یک پاسخ‌دهنده در یک دوره ۱۲ ماهه تعداد MSP خود را کاهش دهد، این تغییر در فعالیت جنسی در شاخص منعکس نخواهد شد. حتی کاهش تعداد MSP ممکن است نشان‌دهنده تغییر واقعی نباشد. به‌طور بالقوه، این تعریف و اندازه‌گیری می‌تواند تأثیر قابل توجهی بر اپیدمی HIV داشته باشد و به عنوان معیاری برای موفقیت برنامه‌ها استفاده شود. WHO توصیه می‌کند که شاخص‌های اضافی که MSP را به‌طور دقیق‌تری اندازه‌گیری می‌کنند، برای ثبت کاهش در شرکای جنسی متعدد به‌طور کلی مورد استفاده قرار گیرند. بر اساس سیستم نظارت بر رفتارهای پرخطر جوانان CDC، داشتن شرکای جنسی متعدد به این معناست که افرادی که ۲۵ سال یا بیشتر دارند، در یک سال چهار یا بیشتر شریک جنسی داشته‌اند.

## نمونه‌های دیگر
اپیدمیولوژیست‌ها در تانزانیا از شاخص شرکای جنسی متعدد (MSP) در مطالعه خود دربارهٔ شیوع ایدز در میان نوجوانان ۱۵ تا ۱۹ ساله استفاده کردند و با مستندسازی این که پاسخ‌دهنده از نظر جنسی فعال بوده و در ۱۲ ماه گذشته دارای MSP بوده است، داده‌ها را جمع‌آوری کردند.

## تاریخ اجتماعی (پزشکی)
تاریخچه پزشکی کامل شامل ارزیابی تعداد شرکای جنسی است که یک فرد در یک دوره زمانی مشخص داشته است.
تاریخچه اجتماعی (با اختصار "SocHx") بخشی از معاینه پزشکی است که به جنبه‌های خانوادگی، شغلی و تفریحی زندگی شخصی بیمار می‌پردازد که می‌تواند از نظر بالینی مهم باشد. MSP تنها توصیف رفتار به زبان بالینی است. بی‌بندوباری جنسی می‌تواند به معنای قضاوت اخلاقی باشد، زیرا برخی از بخش‌های جامعه فعالیت جنسی را تنها در چارچوب روابط متعهد و تک‌همسری ترویج می‌دهند. این معمولاً روشی است که محققان سطح پرخاشگری جنسی یک جامعه را در هر زمان مشخص تعریف می‌کنند. MSP خطر بسیاری از بیماری‌ها و شرایط دیگر را افزایش می‌دهد.
CDC در گذشته MSP را برای نوجوانان با توصیف‌های زیر کمی‌سازی کرده است:
- هرگز رابطه جنسی نداشته است (بدون MSP)
- داشتن شرکای جنسی متعدد، که به عنوان داشتن چهار یا بیشتر شریک جنسی در طول زندگی تعریف شده است
- فعالیت جنسی به عنوان داشتن رابطه جنسی در سه ماه گذشته تعریف شده است.[۱۰]

برخی از پزشکان MSP را با در نظر گرفتن روابط جنسی همزمان نیز تعریف می‌کنند.

## تحقیقات
احتمال ابتلا سوء مصرف یا وابستگی به مواد با افزایش تعداد شرکای جنسی به‌طور خطی افزایش می‌یابد، که این اثر برای زنان بیشتر مشهود است. افرادی که تعداد بیشتری شریک جنسی دارند، نرخ‌های بالاتری از اضطراب یا افسردگی ندارند. یک نظرسنجی جهانی دکس نشان داد که مردان در نیوزیلند به‌طور متوسط ۴۴ شریک جنسی در طول عمر خود را گزارش کرده‌اند.

## خطرات سلامتی
داشتن شرکای جنسی متعدد (MSP) خطر ابتلا به واژینوز باکتریایی را افزایش می‌دهد. MSP می‌تواند در زنان باردار خطر ابتلا به HIV را افزایش دهد. HIV به‌شدت با داشتن MSP مرتبط است. داشتن شرکای جنسی متعدد با بروز بالاتر عفونت‌های مقاربتی (STIs) مرتبط است.
استراتژی‌های پیشگیری از بیماری شامل مشاوره‌های فشرده برای افرادی است که تعریف شرکای جنسی متعدد را دارند.
در جامائیکا، یکی از عوامل اصلی در شیوع اپیدمی ایدز/HIV رفتارهای پرخطر ناشی از داشتن شرکای جنسی متعدد است. یک نظرسنجی رفتارشناسی در سال ۲۰۰۴ نشان داد که ۸۹ درصد مردان و ۷۸ درصد زنان در سنین ۱۵ تا ۲۴ سال در ۱۲ ماه گذشته با یک شریک غیرمتاهل یا غیرهم‌خانه‌ای رابطه جنسی داشته‌اند. پنجاه و شش درصد مردان و ۱۶ درصد زنان در ۱۲ ماه گذشته شرکای جنسی متعدد داشته‌اند.
در آفریقای زیر صحرای بزرگ، سفر و ثروت به عنوان یک عامل خطر در شرکت در فعالیت‌های جنسی با شرکای جنسی متعدد شناخته می‌شود.